# 5775 Inuyama
5775 Inuyama eller 1989 SP är en asteroid i huvudbältet som upptäcktes den 29 september 1989 av de båda japanska astronomerna Toshimasa Furuta och Yoshikane Mizuno vid Kani-observatoriet. Den är uppkallad efter den japanska staden Inuyama.
Asteroiden har en diameter på ungefär 7 kilometer.